# 3918 Brel
A 3918 Brel (ideiglenes jelöléssel 1988 PE1) a Naprendszer kisbolygóövében található aszteroida. Eric Walter Elst fedezte fel 1988. augusztus 13-án.